# GWR 5101

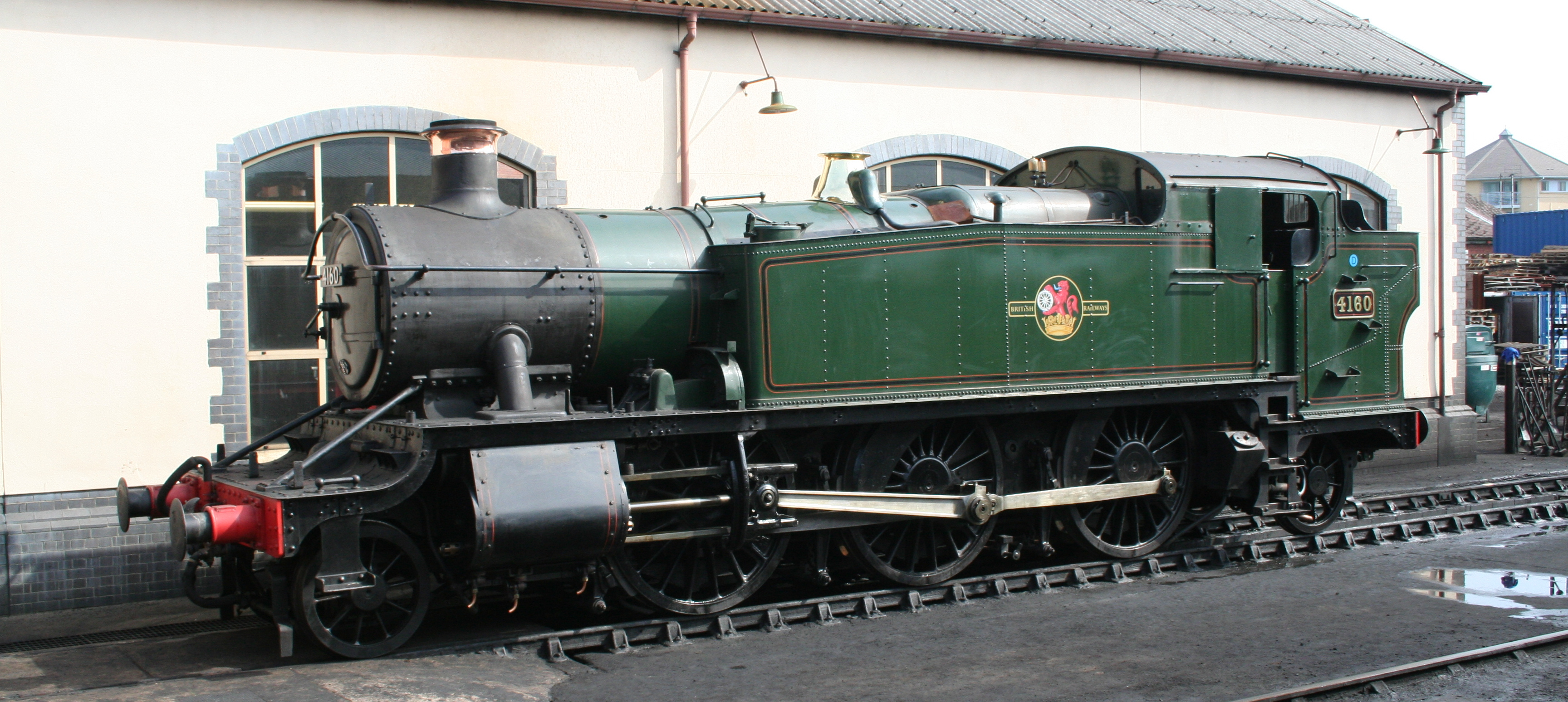
Танк-паровоз з колісною формулою 1-3-1

GWR 5101 — танк-паровоз з осьовою формулою 1-3-1. Випускався в 1903—1949 рр. для компанії Great Western Railway на заводі Swindon Works.

## Історія
Паровози створені колективом конструкторів, якими керували Джордж Джексон Черчвард (англ. George Jackson Churchward) і Чарлз Коллетт (англ. Charles Collett) на основі конструкції паровоза GWR 3100.
З 209 побудованих паровозів збережені 10, з них 7 були збережені вже після відправлення на металобрухт на фірму Woodham Brothers. З врятованих паровозів один експлуатується на Great Western Railway, два очікують відновного ремонту на Tyseley Locomotive Works, по одному очікують ремонту на Barry Island Railway, Didcot Railway Centre, Severn Valley Railway; під одному знаходяться в розпорядженні West Somerset Railway, Severn Valley Railway, Llangollen Railway.